# YAFIYGI
YAFIYGI - akronim anglojęzycznego zwrotu You asked for it, you got it (prosiłeś o to, więc masz to). Odnosi się do precyzyjnego przetwarzania tekstu sterowanego poleceniami, typowego dla TeX, w przeciwieństwie do wizualnego stylu WYSIWYG.